# 紅眼雪蟹
紅眼雪蟹（學名：Chionoecetes bairdi），又名拜氏雪蟹，另俗稱長腳蟹，是一種雪蟹。它與灰眼雪蟹（Chionoecetes opilio）極為相似，且均產於白令海，不同的是只產於太平洋北部，售賣時通常籠統地稱為“雪蟹”，在美國又稱其為皮匠蟹，在日本又稱為大楚蟹或大頭矮蟹。由於過度捕撈，紅眼雪蟹的數量大幅下降。

## 特性

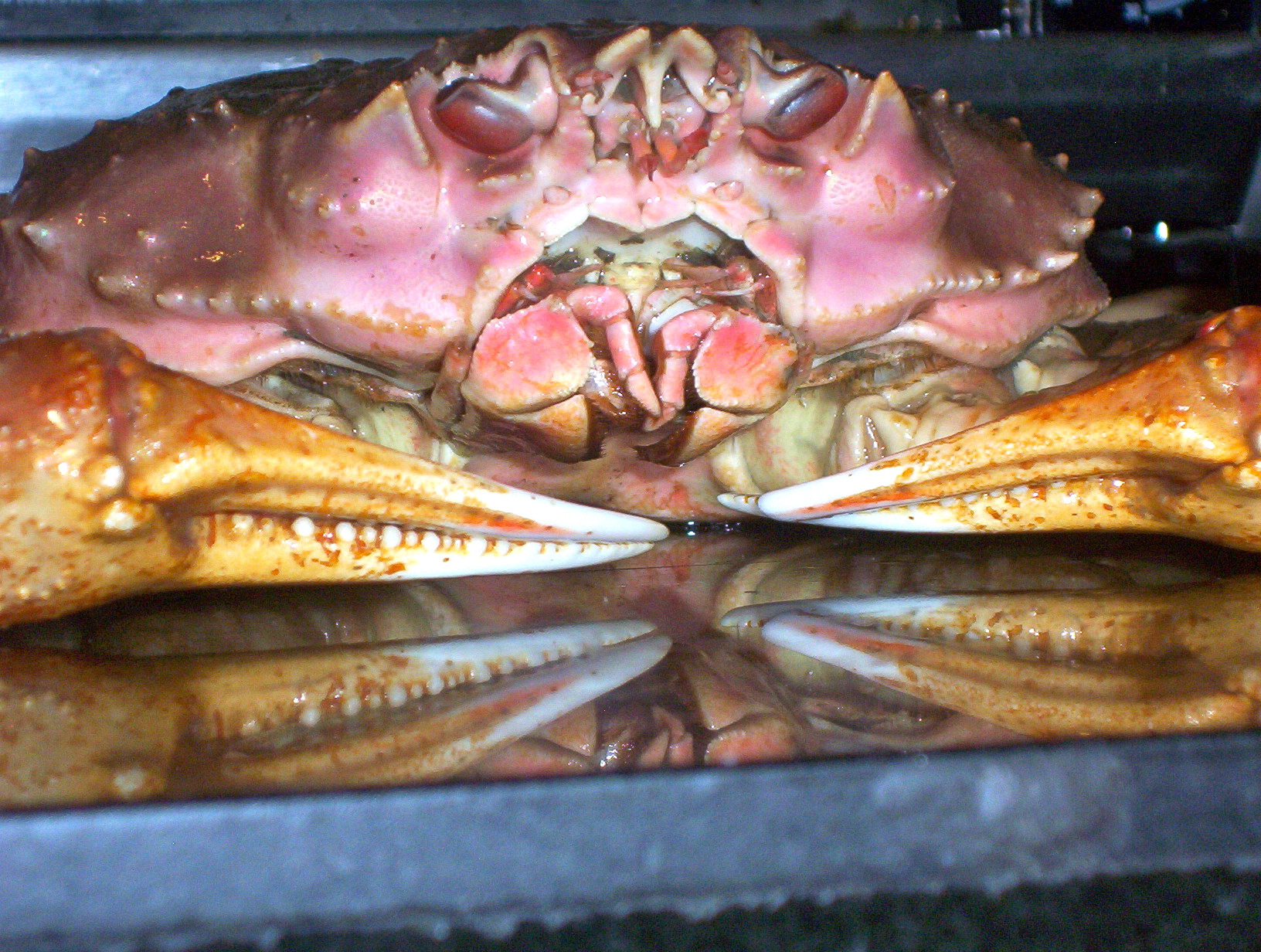
一隻雄紅眼雪蟹的嘴部

紅眼雪蟹在出生五年後成年，壽命可達十數年，成年個體體重在1至4英磅（0.45至1.81）之間。雌蟹在春季浮游生物增多時開始產卵，幼體在出生頭兩月內漂浮在水中，之後沉入水底。其食物包括各類甲殼動物、貝類和蠕蟲。不同性別的紅眼雪蟹在非繁殖季不會聚集在一起
。血卵涡鞭虫會感染紅眼雪蟹并導致其死亡。

## 捕撈

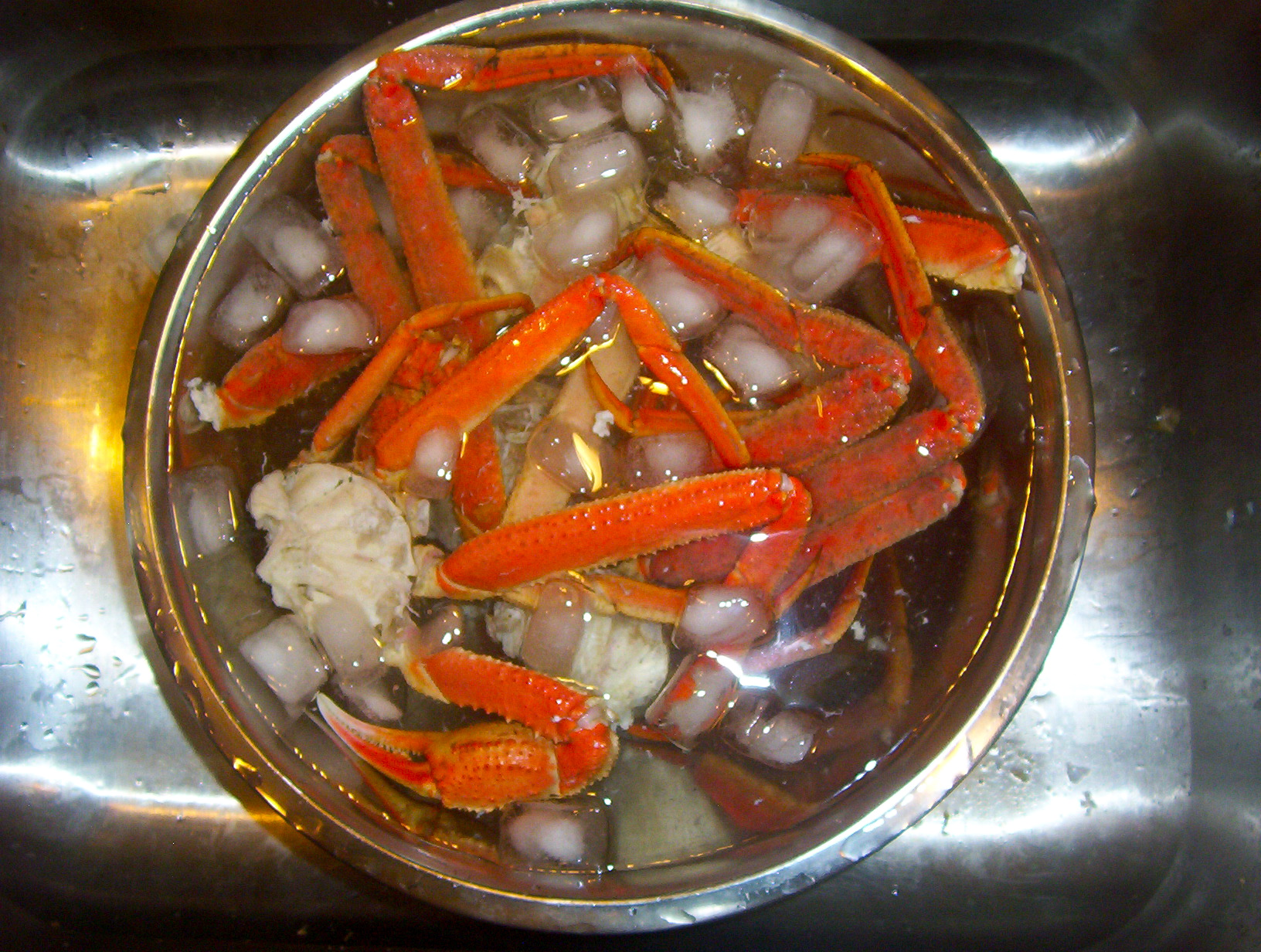
紅眼雪蟹的蟹腿

蟹笼是捕撈紅眼雪蟹的主要方法。大規模捕撈紅眼雪蟹的歷史始於1961年，之後捕撈量迅速增加，主要捕撈國為日本和蘇聯，1976年美國加入。
由於過度捕撈，紅眼雪蟹的數量迅速下降，1984年其年產量僅為540噸，而全盛期則可達數萬噸。除去過度捕撈外，阿拉斯加大學費爾班克斯分校漁業和海洋科學院（School of Fisheries and Ocean Sciences）的研究者發現，季風對紅眼雪蟹的族群數量也有較大的影響。